# Mbam-et-Kim
Mbam-et-Kim är ett departement i Kamerun.   Det ligger i regionen Centrumregionen, i den centrala delen av landet, 70 km norr om huvudstaden Yaoundé. Antalet invånare är 64 540. Arean är 25 906 kvadratkilometer.
Terrängen i Mbam-et-Kim är kuperad åt nordväst, men åt sydost är den platt.